# Robert Bakewell
Pour les articles homonymes, voir Bakewell.
Ne doit pas être confondu avec Robert Bakewell (géologue).
Robert Bakewell est un collectionneur d’insectes britannique, né en 1810 à Nottingham et mort le 24 décembre 1867.

## Biographie
Cet éleveur de moutons de Nottingham réside de nombreuses années en Australie et constitue une très riche collection d'insectes. Il acquiert la collection de la lamellicornes de marquis Faustin Thibault de La Carte La Ferté-Sénectère (1808-1886) qui comprenait les types de Pierre-François-Marie-Auguste Dejean (1780-1845) et Louis Jérôme Reiche (1799-1890). En 1867, le British Museum acquiert une première sélection de 2 430 espèces qui sera complétée par d’autres achats. Le reste est dispersé et acquis par divers collectionneurs comme Edward Wesley Janson (1822-1891), Charles Oberthür (1845-1924) ou Edmond Jean-Baptiste Fleutiaux (1858-1951). Aujourd’hui, elle est en partie conservée à Londres, à Paris et à Leyde.